# Fölszállott a páva 2012
A Fölszállott a páva a Médiaszolgáltatás-támogató és Vagyonkezelő Alap  saját gyártásában készített népzenei tehetségkutató műsor, melyet nagy mértékben támogat a Hagyományok Háza és amely a Dunán látható. A műsor elődje a Röpülj páva!, amelyet 1969 és 1981 között láthattak a nézők, akkor még az M1-en.

## Jelentkezés, beharangozás
A műsorra az első jelentkezési határidő 2012. április 20-a volt, melyet később 10 nappal meghosszabbítottak. Ez a határidő sem volt végleges, a hangszeres szólistáknak, zenekaroknak, hangszeregyütteseknek, énekegyütteseknek, a táncos szólistáknak táncospároknak és a néptáncegyütteseknek meghosszabbodott ez az idő is: a jelentkezési lapok 2012. május 15-ig érkezhettek be. 
 A műsort már ekkor ajánlották a közmédia valamennyi csatornáján: "Fölszállott a páva. Hamarosan a Dunán!" Népdalénekesek, illetve híres zenészek, tehetségek énekeltek az ajánlókban és mondták el véleményüket. Csak szeptember végén derült ki a tévénézők számára az időpont: október 6. 18:35.

## A selejtezők
A műsor összeállítását könnyítették a más-más időben tartott selejtezők:
A miskolci selejtezőt a helyi Ifjúsági és szabadidő Házban tartották: 2012. június 9-én 

A százhalombattai selejtezőt az ottani Barátság Kulturális Központban tartották  2012. június 23-án 

A győri selejtezőt a PÁGISZ Művelődési Házban lehetett megtekinteni 2012. június 24-én 

A kolozsvári selejtezőt a Kolozsvári rádió épületében 2012. június 29-én zsűrizték 

A csíkszeredai selejtező a helyi Városi Művelődési Házban volt 2012. július 1-jén 
 
A pécsi selejtezőt 2012. szeptember 1-jén, 

A szegedi selejtezőt egy nappal később, 

És a gödöllői selejtezőt 2012. szeptember 8-án rendezték meg.

## Az elődöntők
48 versenyző jutott tovább az elődöntőbe, melyet 2012. november 3-án, 10-én, 17-én, és 24-én tűzött műsorra a Duna.